# So Far Gone (singel Jamesa Blunta)
„So Far Gone” – utwór brytyjskiego wokalisty Jamesa Blunta. Wydany został 3 stycznia 2011 roku przez wytwórnię płytową Atlantic Records jako drugi singel z jego trzeciego albumu studyjnego, zatytułowanego Some Kind of Trouble. Twórcami tekstu utworu są James Blunt, Ryan Tedder oraz Steve Robson, który zajął się też jego produkcją. Do singla nakręcono także teledysk, a jego reżyserią zajął się Marc Klasfeld. „So Far Gone” dotarł do 40. pozycji w Austrii i 82. miejsca we Francji.

## Pozycje na listach przebojów
| Kraj              | Lista (2011)    | Pozycja |
| ----------------- | --------------- | ------- |
| Austria           | Singles Top 75  | 40      |
| Belgia (Flandria) | Ultratip 50     | 16      |
| Belgia (Wallonia) | Ultratip 50     | 2       |
| Francja           | Top 200 Singles | 82      |